# Fort Zeelandia
Fort Zeelandia è una fortezza costruita lungo un periodo di dieci anni, che va dal 1624 al 1634 dalla Compagnia Olandese delle Indie Orientali nella città di Anping (Tainan).